# Максимилиан Адам (Лойхтенберг)
Максимилиан Адам (на немски: Maximilian Adam, * 17 октомври 1611, † 1 ноември 1646, Ньордлинген) е последният ландграф на Лойхтенберг от 1621 до 1646 г.

## Биография
Той е син на ландграф Вилхелм и съпругата му Ерика от Мандершайд. След смъртта на майка му през 1621 г. баща му влиза в манастир на францисканиския орден. Вилхелм прави обаче големи задължения, затворен е същата година и умира на 20 март 1634 г. в затвора на Инголщат. Двама от братята на Максимилиан Адам, офицери в императорската войска, умират малко преди баща му от епидемия.
Максимилиан Адам е възпитаван заедно с брат му в двора на Албрехт VI във Вюрцбург и Мюнхен. След завършване на образованието си Максимилиан Адам поема администрацията на Лойхтенбергските земи през 1628 г., а на земите в Грюнсфелд едва през 1631 г. Бракът му с Мария Йохана от род Хелфенщайн в Швабия, дъщеря наследничка на граф Рудолф III фон Хелфенщайн-Визенщайг († 20 септември 1627), остава бездетен. Единственият наследник умира малко след раждането му.
Максимилиан Адам е нападан от Пиколоминийските конници през 1636 г. и от шведите през 1641 г. След пълното унищожение на земите му той става командант на град Ньордлинген на императорска служба и умира през 1646 г. от водница. Така изчезва по мъжка линия линията на ландграфовете на Лойхтенберг.
След измирането на ландграфовете на Лойхтенберг управлението на ландграфството поема официално Албрехт VI Баварски, по-малкият брат на баварския херцог Максимилиан I, от династията Вителсбахи. Той обаче не се нарича ландграф, а херцог на Лойхтенберг.